# واي جي كي بلس
واي جي كي بلس (بالكورية: 케이플러스 ؛ بالإنجليزية YG KPuls) هي شركة لعارضين الازياء أنشأها عارض الأزياء غو أون كيونج ، وهي مملوكة حاليًا لشركة واي جي بلس وهي شركة تابعة لشركة الترفيه الكورية الجنوبية واي جي إنترتينمنت.

## التاريخ
في فبراير 2014 ، وقعت K-Plus عقدًا للشراكة الاستراتيجية ومشاركة الاستثمار مع وكالة المواهب واي جي إنترتينمنت ، وأنهت عملية دمج الشركتين وأطق عليها اسم جديد يسمى "YG KPLUS" في سبتمبر، سيقوم ممثل شركة واي جي إنترتينمنت سونغ وون تشا بتدريب عارضو ازياء شركة K-Puls ليصبحو ممثلين في المستقبل.
في سبتمبر 2014 ، وقعت عارضة الأزياء كانغ سونغ هيون عقدًا مع YGKPlus.
تضم شركة واي جي كي بلس عدة عارضو ازياء ذكور وأناث تحت شركتها.